# Lovers rock
Il lovers rock è un sottogenere della musica reggae caratterizzato da un sound molto influenzato dal soul, r&b e pop, tematiche romantiche ed un voluto distacco dai temi religiosi e di protesta rastafari tipici del roots reggae. Il genere prese piede nel Regno Unito, ed in particolare attorno a Londra nei metà anni settanta.
Tra gli artisti che meglio rappresentano il genere si possono citare Janet Kay, Carroll Thompson, Brown Sugar e Trevor Hartley. Mentre anche popolari artisti reggae giamaicani internazionali della scena roots reggae e dancehall adottarono queste nuove sonorità, tra cui Beres Hammond, Dennis Brown, John Holt, Gregory Isaacs, Freddie Mcgregor, Sanchez, e Johnny Osbourne.

## Storia

### Origini
Quando negli anni settanta il roots reggae spazzò via lo swing dalle comunità nere in Gran Bretagna, molte donne sostenevano che "rastafari era per loro ma non per noi". In altre parole esisteva un buon numero di giovani neri nel Regno Unito che non si sentiva parte della cultura roots/rasta. Questi non si sentivano vicini alle radici africane, prediligendo l'ascolto di musica soul e curando l'abbigliamento per il sabato sera. Erano molto aperti e disponibili nel venire influenzati dall'ambiente di altri fratelli neri, ma erano fieri della loro appartenenza più di ogni rastaman. Questa generazione si considerava la gioventù "nera britannica", così creò il lovers rock, il primo stile di reggae britannico di origine nera. Benché le linee di basso lasciassero intendere la chiara base di stampo reggae, le produzioni erano molto influenzate dal R&B/soul (in particolare Motown e Philly soul) e in genere da un'impronta pop, mentre i temi trattati erano sempre vicini al romanticismo, affermandosi come genere caratteristico all'interno della scena reggae britannica. Le radici del lovers rock possono essere ritrovate nel periodo early reggae, quando cantanti giamaicani come Ken Boothe, Johnny Nash, e John Holt ottennero un grande successo internazionale con versioni reggae di canzoni d'amore.

### Esponenti
La giovane cantante Louisa Marks fu la prima artista britannica ad affermare il lovers rock a soli 14 anni con il suo singolo "Caught You in a Lie" (cover di Bobby Parker) nel 1975. Radicato nei sound system di South London, lo stile ebbe infatti molto successo tra le donne tra cui Carroll Thompson e Ginger Williams con "Tenderness". Mentre le produzioni risultavano abbastanza sofisticate, in molti casi non c'era un cantante, ma una rappresentazione del pubblico composto da ragazzi e ragazze. Il trio Brown Sugar frequentava ancora la scuola, un altro trio era nominato "15,16,17" per via della loro età, mentre le grandi cantanti del lovers rock, Janet Kay e Carroll Thompson, non avevano ancora raggiunto i 20 anni. Nei casi in cui invece era l'uomo il cantante, spiccavano tematiche relative all'autocelebrazione: Victor Romero Evans cantava "Slacks And Sovereigns" e Trevor Hartley "Hanging Around". La coppia di coniugi produttori Dennis ed Eve Harris conquistò un grande successo con "Last Date" (cover di T.T. Ross), e Dennis Harris fondò poi la nuova etichetta Lovers Rock, assieme a John Kpiaye e Dennis Bovell, che diede il nome al genere.

### Popolarità
Infine il genere divenne popolare alla fine degli anni settanta come forma di reggae commerciale, mai votato alla protesta ed alla spiritualità religiosa dei rastafari ed infatti rappresentava un contrappunto apolitico rispetto alla scena predominante in Giamaica all'epoca. Durante la fase di mutamento da ska a reggae, la musica giamaicana subì per definizione una forte influenza da parte del soul americano (non a caso il reggae era definito "il soul giamaicano"), ma le direzioni prese dal nuovo reggae degli anni 70, il roots, tralasciavano sempre più le influenze dello stile americano rafforzando i legami con la tradizione africana, mentre il lovers rock enfatizzò ulteriormente queste sonorità, accoppiando i suoni del soul di Chicago e Philadelphia con i ritmi tipici del reggae. Il lovers rock divenne largamente popolare all'interno di quella fascia di britannici alla ricerca di un'alternativa al reggae politico e al roots in genere.
A questo punto in Gran Bretagna cominciò a svilupparsi un grande mercato di cui il music business non conosceva l'esistenza, ed etichette discografiche come appunto la Lovers Rock, Arawak, Santic e Hawkeye furono i simboli dell'esplosione di questo fenomeno tra i fine anni 70 e primi anni 80. Spesso i sound system britannici non suonavano altro che lovers rock e in più di un'occasione il genere apparve nelle classifiche nazionali. Seppur mai troppo popolare in Giamaica, il lovers rock rappresentò uno di quei rari casi in cui il reggae britannico riuscì ad influenzare il paese d'origine del genere. Infatti artisti roots reggae e dancehall come Johnny Osbourne, John Holt, Gregory Isaacs, Dennis Brown, e Freddie McGregor passarono un periodo a Londra e portarono con sé le influenze musicali ereditate dalla scena inglese adattandosi a questo stile. Questi artisti adottarono il genere come stile alternativo, usandolo per allargare il proprio repertorio ed attirare un pubblico più ampio. Ad esempio il cantante dancehall Sugar Minott adottò una tattica simile durante gli anni ottanta quando si spostò dalla Giamaica al Regno Unito. Il lovers rock mantenne la sua popolarità raggiungendo il picco negli anni novanta, e mentre rimase uno stile che molti continuarono a seguire, aiutò anche diversi artisti della scena giamaicana, come il cantante Maxi Priest, ad ottenere un grande successo internazionale con diverse hit.